# Perasia basileuca
Perasia basileuca là một loài bướm đêm trong họ Noctuidae.